# 四氯邻苯二酚
四氯邻苯二酚是一种有机氯化合物，化学式为C
6Cl
4(OH)
2，它是白色固体，由五氯酚的降解产生。它可由四氯邻苯醌和1-甲基-1,4-环己二烯或二硼酸的还原反应制得。它是TRISPHAT的前驱体。它的共轭碱可作为过渡金属的配体。